# Ричардс, Майк
Майкл Ри́чардс (англ. Michael Richards; 11 февраля 1985, Кенора, Онтарио, Канада) — канадский хоккеист, центральный нападающий. Победитель Олимпийских Игр 2010 года в составе сборной Канады. Обладатель Кубка Стэнли в сезоне 2011/2012 и 2013/2014 в составе «Лос-Анджелес Кингз».

## Карьера в хоккее

### Ранние годы
В средней школе Майк играл в футбол, но все же сделал свой выбор в пользу хоккея. В 2001 году Ричардс был задрафтован под общим 4-м номером командой «Китченер Рейнджерс», выступающей в хоккейной лиге Онтарио (OHL) — одной из трёх крупнейших юниорских канадских хоккейных лиг. В составе «Рейнджерс» Майк провёл четыре сезона, наиболее успешным из которых стал второй - 2002/2003, когда Ричардс стал лучшим бомбардиром команды с 87 очками и помог ей выиграть главный канадский юниорский трофей - Мемориальный кубок. После триумфального сезона капитан «Китченера» Дерек Рой перебрался в НХЛ, и Ричардс был назначен новым капитаном команды.
Летом 2003 года состоялся драфт Национальной хоккейной лиги, где Ричардса выбрала «Филадельфия Флайерз» под общим 24-м номером.
Через два года, в возрасте 20 лет, Майк дебютировал в фарм-клубе «Филадельфии», и с 15 очками в 14 матчах внёс солидный вклад в завоевание «Фантомс» Кубка Колдера.

### Карьера в НХЛ

#### Филадельфия Флайерз (2005 — 2011)
Уже в первом своём матче в НХЛ, 5 октября 2005 года против «Нью-Йорк Рейнджерс» Ричардсу удалось забросить шайбу. Ближе к завершению дебютного сезона Майк сделал и первый хет-трик, в матче против «Нью-Йорк Айлендерс», причем два гола он забил в меньшинстве.
Второй сезон получился несколько скомканным: из-за травмы Ричардс принял участие всего в 59 встречах. В настоящую звезду Майк начал превращаться на следующий год — по ходу сезона 2007/2008 он получает сначала букву «A» (сокр. от alternate captain) на свитер, затем новый двенадцатилетний контракт на $69 миллионов долларов, потом приглашение на Матч всех звёзд НХЛ, а под конец зарабатывает титул лучшего бомбардира «Флайерз» с 75 очками и доходит вместе с командой до полуфинала розыгрыша Кубка Стэнли.
В межсезонье Ричардс становится капитаном «Филадельфии» и следующие три года проводит уже в этом качестве.
15 февраля 2009 года, забросив шайбу в ворота «Нью-Йорк Рейнджерс», Ричардс установил рекорд НХЛ по количеству голов, заброшенных при игре 3 против 5 — это был третий подобный гол в карьере Майка. Рекорд держится по сей день.
Всего в свой первый год капитанства Ричардс набрал 80 очков (личный рекорд на данный момент) и был удостоен номинации на «Фрэнк Дж. Селки Трофи», вручаемый лучшему нападающему лиги оборонительного плана. Однако по итогам журналистского голосования Майк уступил россиянину Павлу Дацюку.
Сезон 2009/2010 был отмечен командными успехами «Флайерз». Сначала дела шли неважно, команда лишь в последнем матче регулярного чемпионата смогла добыть себе путёвку в плей-офф. Но весной «Филадельфия» разыгралась и смогла дойти до финала Кубка Стэнли, где в овертайме шестого матча уступила «Чикаго Блэкхокс». Ричардс с 23 очками стал вторым бомбардиром команды в плей-офф (вслед за Даниелем Бриером) и стал одним из главных творцов успеха «Лётчиков».
Через год «Филадельфия» была выбита из розыгрыша Кубка Стэнли в 1/4 финала «Бостоном Брюинз», выигравшем через месяц главный трофей лиги. Таким образом, во все три года капитанства Ричардса «Флайерз» заканчивали сезон поражением в плей-офф будущему обладателю Кубка Стэнли.
23 июня 2011 года Ричардса обменяли в «Лос Анджелес Кингз». Это стало неожиданностью для Майка.

   Я был просто в шоке. Сначала я был шокирован, а затем взволнован — мне предстоит переехать в Лос-Анджелес и стать частью команды в которой куча отличных игроков. Мне уже не терпится помочь ей на льду.
Оригинальный текст (англ.)
   I was very shocked. At first I was shocked and then excited — I’m excited to move out to L.A. and be a part of a team that has a ton of great players. I’m just looking forward to helping them out
— Trade Leaves Mike Richards In A State Of Shock (англ.). Philadelphia Sports Daily (24 июня 2011). Дата обращения: 6 июля 2011. Архивировано из оригинала 22 февраля 2012 года.

#### Лос-Анджелес Кингз (2011 — 2015)
Майк Ричардс вместе с Робом Бордсоном был обменян «летчиками» в калифорнийский клуб на Уэйна Симмондса, Брейдена Шенна и право выбора на драфте НХЛ 2012 года во втором раунде. Тогда же был обменян в «Коламбус Блю Джекетс» Джефф Картер.
15 октября 2011 года Ричардс в составе «Кингз» играл против своего бывшего клуба в Филадельфии и был очень тепло встречен местными фанатами. В том матче он ассистировал при забитии победной шайбы, и калифорнийцы выиграли 3:2. В течение того сезона Майк получил сотрясение мозга и пропустил восемь игр регулярки НХЛ
В 2012 году Ричардс воссоединился с Джеффом Картером, когда последний перешёл к «королям» из «Блю Джекетс».
3 мая 2012 года Майк записал на свой счет первый в карьере хет-трик Горди Хоу.
11 июня Ричардс выиграл Кубок Стэнли с «Кингз», забив 4 гола и отдав 11 передач в 20 играх плей-офф.
За серию 2012-13, которую «Лос-Анджелес Кингз» уступили «Чикаго Блэкхокс», Майк набрал 32 очка.
13 июня 2014 года Ричардс стал победителем Кубка Стэнли во второй раз, когда «короли» победили «Нью-Йорк Рейнджерс» 3:2 в овертайме в пятой игре.
Когда игра Майка перестала отвечать уровню чекинг-лайна, а «Кингз» оказались за пределами кубковой восьмерки Запада, 26 января 2015 года хоккеист был выставлен на драфт отказов. Ни один клуб НХЛ не забрал форварда с уэйвера, и на следующий день он присоединился к фарм-клубу из АХЛ «Манчестер Монаркс». После того, как  Майк набрал 14 очков в 16 играх, 22 марта он был вызван в основную команду.
29 июня 2015 года генеральный директор «Кингз» Дин Ломбарди сообщил, что клуб решил расторгнуть пятилетний контракт с Ричардсом за нарушение условий стандартного договора. Расторжение контракта произошло в результате инцидента на американо-канадской границе в Манитобе, когда Королевская канадская конная полиция арестовала игрока за перевозку и хранение оксикодона без рецепта.
10 августа было объявлено, что Ассоциация игроков НХЛ подала жалобу от имени Ричардса с целью оспорить расторжение договора. 9 октября 2015 года «Кингз» объявили, соглашение с хоккеистом достигнуто, и Майк стал свободным агентом. С ноября канадец для поддержания формы тренировался с клубом юниорской лиги Онтарио «Китченер Рейнджерс».

#### Вашингтон Кэпиталз (2016)
6 января 2016 года Ричардс подписал однолетний контракт на сумму $1 млн. с клубом из НХЛ «Вашингтон Кэпиталз» и вскоре сыграл свой первый матч за столичный клуб, заняв место в четвёртом звене. В феврале Майк забросил первую шайбу в сезоне в матче с «Аризона Койотис» (3:2), которая в итоге стала победной. Таким образом, канадец прервал 14-матчевую безголевую серию.

## Игровой стиль
Майк Ричардс считается одним из лучших универсальных нападающих НХЛ — тех кто и опасен в атаке, и здорово отрабатывает в обороне. Он часто появляется на льду в обеих спецбригадах. В бригаде большинства он играет роль дирижёра позиционного наступления на ворота соперника, может и отдать хорошую передачу партнеру и точно бросить сам. Хорош Майк и в меньшинстве — умение видеть площадку, правильно выбирать позицию и предвидеть мысли соперника позволяет ему часто успешно блокировать броски и даже порой создавать угрозу вражеским воротам (за 6 сезонов в НХЛ он забросил 23 шайбы в меньшинстве, включая уже упоминавшиеся три во время игры 3 на 5).

## Семья
У Майка есть два брата, Марк и Мэтт. Его двоюродный брат, Джефф Ричардс, также игравший в OHL, сейчас выступает в Германии. Джефф принимал участие в  канадском реалити-шоу о начинающих хоккеистах.

## Статистика
| Легенда | Легенда                    | Легенда | Легенда                   | Легенда | Легенда    |
| ------- | -------------------------- | ------- | ------------------------- | ------- | ---------- |
| И       | Количество проведённых игр | Штр     | Штрафное время            | +/−     | Плюс-минус |
| Г       | Голы                       | П       | Голевые передачи          | О       | Очки       |
| -       | Статистика неизвестна      | —       | Статистика не учитывалась |         |            |